# Дачное (Семёновский район)
Дачное (укр. Дачне) — бывшее село в Семёновском районе Черниговской области Украины. Население 2 человека. Занимает площадь 0,07 км².
Решением (30-я сессия) Черниговского областного совета 18 июня 2013 года село было снято с учёта.
Код КОАТУУ: 7424787002. Почтовый индекс: 15421. Телефонный код: +380 4659.

## Власть
Орган местного самоуправления — Хотиевский сельский совет. Почтовый адрес: 15421, Черниговская обл., Семёновский р-н, с. Хотиевка, ул. Озёрная, 81.